# ロナウド・モウラン
ロナウド・モウラン（1935年5月25日 - 2014年7月25日）は、ブラジルの天文学者、作家。ブラジル天文学博物館の初代館長。ブラジル歴史地理院正会員。

## 略歴
グアナバラ州立大学（現リオデジャネイロ州立大学）卒業、パリ大学（ソルボンヌ）で博士号を取得。1984年、ブラジル天文学博物館を創設し初代館長になった。1988年には『天文学・宇宙航行学百科事典』（ポルトガル語）を出版した。ブラジル歴史地理院の名誉会員、リオデジャネイロ歴史地理院会員をへて2001年、ブラジル歴史地理院の正会員。